# 斯佩丘萊特 (紐約村)
斯佩丘萊特（英語：Speculator）是位於美國紐約州漢密爾頓縣的村。

## 人口
根據2020年美國人口普查的數據，斯佩丘萊特的面積為122.26平方千米，當中陸地面積為115.54平方千米，而水域面積為6.72平方千米。當地共有人口406人，而人口密度為每平方千米3人。